# Palaua dissecta
Palaua dissecta är en malvaväxtart som beskrevs av George Bentham. Palaua dissecta ingår i släktet Palaua och familjen malvaväxter. Inga underarter finns listade i Catalogue of Life.